# 尤利乌斯·萨里斯托
尤利乌斯·萨里斯托（芬蘭語：Julius Saaristo，1891年7月21日—1969年10月12日），芬兰男子田径运动员。他曾代表芬兰参加1912年和1920年夏季奥林匹克运动会田径比赛，共获得一枚金牌和一枚银牌。